# Сан Симоне (Таранто)
Сан Симоне (итал. San Simone) је насеље у Италији у округу Таранто, региону Апулија.
Према процени из 2011. у насељу је живело 410 становника. Насеље се налази на надморској висини од 265 м.